# 費迪·卡拉比亞
費迪（Fede，1993年1月20日—），全名費特列斯奧·尼古拉斯·卡拉比亞（Federico Nicolás Cartabia），是阿根廷足球運動員，司職中場。在華倫西亞的賽事上，費迪球衣背上的名字是印上Fede；而國家隊的賽事上，球衣背上的名字則是印上Cartabia。

## 球會生涯
華倫西亞
費迪15歲時從阿根廷移民到華倫西亞。費迪就此進入華倫西亞青訓營。在華倫西亞的各級別青年隊裡，他踢的是中場位置，是阿根廷的小國腳。
2013/14球季，費迪被提升上華倫西亞一隊，並跟隨大隊到德國作季前集訓，並在德國幾場的熱身賽中得到上陣機會。德國集訓結束後，費迪因為出色的表現，是B隊唯一獲主教練杜傑錫留下在一隊的球員。2013年7月27日，在馬斯泰拿球場舉行的國際冠軍盃對陣AC米蘭的賽事，同是2013/14賽季，華倫西亞第一次回到自己主場的比賽。費迪在球賽的75分鐘入替受傷的。當時華倫西亞正落後1:2。費迪在短短15分鐘的上陣時間，兩次左腳精彩的遠射，差點替華倫西亞追平(一球射中球門的右上角彈出，另一球被對方門將飛身單手救出。)。經此一役﹐費迪成為了馬斯泰拿場場上的新寵兒。
2013年8月17日，費迪為華倫西亞在聯賽首場對馬拉加的賽事中，以右中場正選彼甲上陣，是他的西甲處子戰，此役華倫西亞順利以1:0勝出。

## 榮譽
沙比阿爾阿里
- 阿联酋超级杯：2020
- 阿联酋聯賽杯：2020–21

## 外部連結
- Valencia CF Official Website Profile （西班牙文）